# Bankocetle

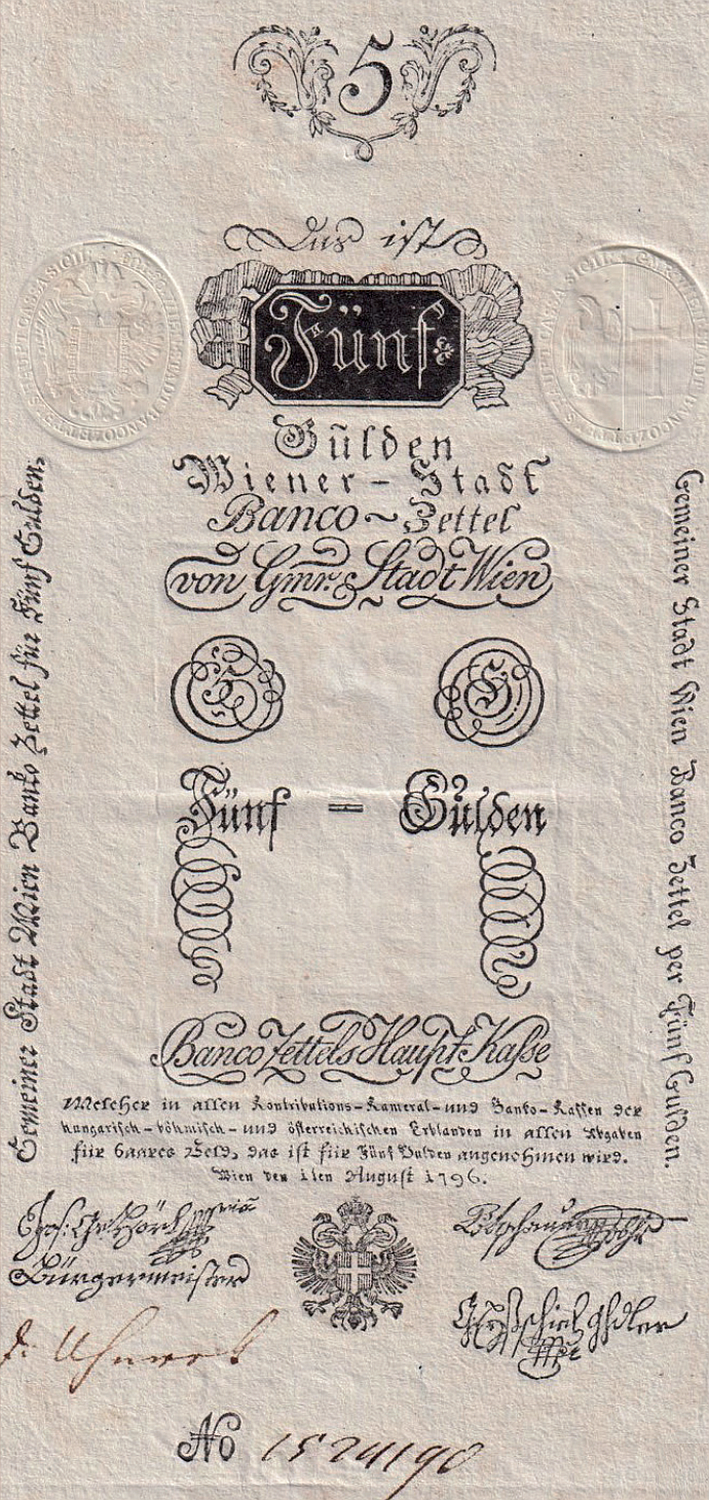
Bankocetle v nominální hodnotě 5 zlatých ze čtvrté emise z roku 1796

Bankocetle (německy Bancozettel) byly první papírové peníze používané na území Rakouské monarchie v letech 1762–1811.

## Historie
Jednalo se o státovky, nikoli bankovky. V rakouské části Habsburské monarchie byly zavedeny na přelomu let 1761/1762 za vlády Marie Terezie.[zdroj?] Z pověření vlády je emitovala Wiener Stadtbanco. Měly nucený oběh (některé platby státu musely být provedeny v nich) a soukromé subjekty nebyly povinny je přijímat (první 3 emise, další 3 již ano).
Bankocetle byly chráněny vodoznakem (vodotiskem).